# 成龙踢馆
《成龍踢館》是一款由Irem公司製作，以成龍主演電影《快餐車》為題材的改編遊戲。1984年首次在街機上發行，之後移植至紅白機。玩家控制由成龍飾演的主角托馬斯，透過拳擊、踢腿等動作一路擊退五層樓寺廟的對手，最後打倒神秘X先生，拯救被綁架的西爾維婭。